# We Butter The Bread With Butter
We Butter The Bread With Butter — німецький металкор-гурт з міста Берлін. Заснований у 2007 році Марселем Нойманом, підписався на Redfield Records і випустив два студійні альбоми на цьому лейблі. Їхній дебютний альбом Das Monster Aus Dem Schrank вийшов 21 листопада 2008. Їхній другий альбом, Der Tag an dem die Welt unterging вийшов 14 травня 2010, їхній EP, Projekt Herz EP вийшов самостійно 19 грудня 2012. Їхній третій студійний альбом, Goldkinder, вийшов 9 серпня 2013 року, теж самостійно. 22 травня 2015 року на лейблі AFM випустили четвертий студійний альбом — Wieder geil!.

## Історія
WBTBWB — були засновані в 2007-му році гітаристом Марселем Нойманом та Тобіасом Щулткою.
Спочатку задуманий як жарт, гурт переріс в серйозніший проєкт.
Назва не має жодного особливого сенсу, хоча її походження було запропоновано з моменту, коли Марсель, та Тобіас їдучи в автомобілі Марселя вони майже потрапили в аварію, коли Тобіас озвучив цю назву.
Багато їхніх пісень написані за мотивами німецьких народних казок
На «Infiziert-Тур 2008» (нім: «Infected-Tour 2008»), вони виступали разом з такими німецькими металкор гуртами як Callejon і пост-хардкор гуртом, The Parachutes в найбільших містах Німеччини, таких як Берлін, Франкфурт, Гамбург, Кельн і Штутгарт

## Учасники гурту
- Марсель «Марсі» Нойман — соло-гітара (2007-наш час), ритм-гітара (2007–2010, 2012-наш час), бас-гітара (2007–2010)
- Джан Озґюнсюр — ударні (2010-наш час)
- Паул Борч — вокал (2010-2019)
- Аксель Ґолдман — бас-гітара (2015-наш час)
- Тобіас «Тобі» Щултка — вокал, ударні (2007–2010,2019-наш час)

### Колишні учасники
- Кенет Ян Дункан — ритм-гітара (2010–2012)
- Максиміліан Паулі Со бас-гітара (2010-2015)

## Дискографія
Студійні альбоми
| 2008                 | Das Monster aus dem Schrank - Реліз: 21 листопада 2008 - Лейбл: Redfield     | —  | —  |
| 2010                 | Der Tag an dem die Welt unterging - Реліз: 14 травня, 2010 - Лейбл: Redfield | —  | —  |
| 2013                 | Goldkinder - Реліз: 9 серпня, 2013 - Лейбл: Самовидання                      | 27 | 70 |
| 2015                 | Wieder geil! - Реліз: 22 травня, 2015 - Лейбл: Самовидання                   | 31 | —  |
| "—" Немає інформації |                                                                              |    |    |

Міні-альбоми
| Рік  | Деталі                                                        |
| ---- | ------------------------------------------------------------- |
| 2012 | Projekt Herz EP - Реліз: 19 грудня, 2012 - Лейбл< Самовидання |

Музичні відео
| Назва                                                                | Рік  | Продюсер                 |
| -------------------------------------------------------------------- | ---- | ------------------------ |
| "Alles was ich will" [Архівовано 13 березня 2016 у Wayback Machine.] | 2013 | Зорен Шалер, Мартін Ґрау |
| "Meine Brille" [Архівовано 10 березня 2016 у Wayback Machine.]       | 2013 | Зорен Шалер, Мартін Ґрау |
| "Ohne Herz" [Архівовано 28 липня 2015 у Wayback Machine.]            | 2014 | Н/Д                      |
| "Weltmeister" [Архівовано 31 жовтня 2015 у Wayback Machine.]         | 2014 | Н/Д                      |
| "Berlin, Berlin!" [Архівовано 10 грудня 2015 у Wayback Machine.]     | 2015 | Н/Д                      |
| "Exorzist" [Архівовано 12 серпня 2015 у Wayback Machine.]            | 2015 | Н/Д                      |
| "Klicks. Likes. Fame. Geil!"                                         | 2017 | Н/Д                      |